# Kreis Zwickau-Land
Der Kreis Zwickau-Land war ein Landkreis im Bezirk Karl-Marx-Stadt der DDR. Von 1990 bis 1994 bestand er als Landkreis Zwickau im Freistaat Sachsen fort. Sein Gebiet liegt heute im 2008 neugebildeten Landkreis Zwickau in Sachsen. Der Sitz der Kreisverwaltung befand sich in Zwickau.

## Geographie

### Lage
Der Kreis Zwickau-Land lag in Westsachsen und umschloss kragenförmig die kreisfreie Stadt Zwickau. Er wurde von der Zwickauer Mulde durchflossen.

### Nachbarkreise
Der Kreis Zwickau-Land grenzte im Uhrzeigersinn im Norden beginnend an die Kreise Glauchau, Hohenstein-Ernstthal, Stollberg, Aue, Auerbach, Reichenbach und Werdau sowie an den Stadtkreis Zwickau.

### Landschaft
Der nördliche Teil des Kreises lag im Mittelgebirgsvorland, das hier vom Erzgebirgischen Becken eingenommen wurde. Es ist eine nur schwach wellige durchschnittlich 300 m hoch gelegene Landschaft, die nur selten mit kleinen Waldbeständen bedeckt ist. Dieses Bild ändert sich jedoch südlich von Wilkau-Haßlau, wo sich die ersten Höhen des Vogtlandes und des Westerzgebirges ankündigen. Die Landschaft wird bewegter und damit auch abwechslungsreicher. Laub- und Nadelwälder und ein allmählicher Anstieg auf 400 m Höhe prägen diese Region. Von Süden nach Norden durchfließt in vielen Windungen die Zwickauer Mulde das Kreisgebiet. In ihrem Tal häufen sich die Siedlungen, und auch die alten Verkehrswege verlaufen hier. In der Nähe von Ebersbrunn entspringt die Pleiße, die allerdings schon westlich von Zwickau den Kreis verlässt.

## Geschichte
Bereits 1874 war im Königreich Sachsen die Amtshauptmannschaft Zwickau eingerichtet worden, die 1939 in Landkreis Zwickau umbenannt wurde. Der Landkreis Zwickau gehörte nach 1945 zum Land Sachsen und somit seit 1949 zur DDR.
Am 25. Juli 1952 kam es in der DDR zu einer umfassenden Kreisreform, bei der unter anderem die Länder ihre Bedeutung verloren und neue Bezirke gegründet wurden. Teile des Landkreises Zwickau fielen an die neuen Kreise Auerbach, Reichenbach, Schmölln, Stollberg und Werdau. Aus dem verbleibenden Kreisgebiet wurde zusammen mit einem Teil des alten Landkreises Glauchau der neue Kreis Zwickau-Land gebildet. Er wurde dem Bezirk Karl-Marx-Stadt zugeordnet, Kreissitz wurde die Stadt Zwickau. Am 4. Dezember 1952 wurde die neue Kreiseinteilung noch einmal korrigiert. Letztlich resultierten hieraus die folgenden Gebietsänderungen:
Der alte Landkreis Zwickau gab folgende Gemeinden ab:
- Auerbach, Niederhohndorf und Pöhlau an den Stadtkreis Zwickau
- Wildbach an den Kreis Aue
- Neumark, Reuth und Schönbach an den Kreis Reichenbach:
- Erlbach, Lugau, Neuwürschnitz, Niederwürschnitz, Oelsnitz i. Erzgeb. und Raum an den Kreis Stollberg
- Beiersdorf, Blankenhain, Crimmitschau, Dänkritz, Gospersgrün, Hartmannsdorf b. Werdau, Königswalde, Langenbernsdorf, Langenhessen, Langenreinsdorf, Lauenhain, Lauterbach, Leubnitz, Neukirchen a. d. Pleiße, Niederalbertsdorf, Oberalbertsdorf, Ruppertsgrün, Seelingstädt, Steinpleis, Trünzig, Werdau und Zwirtzschen an den Kreis Werdau

Der neue Kreis Zwickau-Land wurde gebildet aus 
- den 45 Gemeinden Auerbach b. Zwickau, Bärenwalde, Burkersdorf, Cainsdorf, Crossen, Culitzsch, Cunersdorf, Ebersbrunn, Friedrichsgrün, Giegengrün, Härtensdorf, Hartenstein (Stadt), Hartmannsdorf bei Kirchberg, Hirschfeld, Kirchberg (Stadt), Langenbach, Lauterhofen, Leutersbach, Lichtenau, Lichtentanne, Mosel, Niedercrinitz, Niederhohndorf, Obercrinitz, Oberrothenbach, Ortmannsdorf, Pöhlau, Reinsdorf, Rottmannsdorf, Saupersdorf, Schneppendorf, Schönau, Schönfels, Silberstraße, Stangengrün, Stenn, Thierfeld, Vielau, Weißbach, Wiesen, Wiesenburg, Wildenfels (Stadt), Wilkau-Haßlau (Stadt), Wolfersgrün und Zschocken aus dem alten Landkreis Zwickau sowie
- den sieben Gemeinden Mülsen St. Micheln, Mülsen St. Jacob, Mülsen St. Niclas, Niedermülsen, Stangendorf, Thurm und Wulm aus dem alten Landkreis Glauchau.

Durch Gemeindegebietsveränderungen und Umgliederungen sank die Zahl der Gemeinden bis zur ersten Kreisgebietsreform in Sachsen im August 1994 auf 39:
- 1. Januar 1956 Umgliederung von Lichtenau in den Kreis Aue[3]
- 17. September 1961 Eingliederung von Wiesen in Wiesenburg
- 1. Januar 1970 Eingliederung von Lauterhofen in Obercrinitz
- 1. Januar 1972 Eingliederung von Giegengrün in Leutersbach
- 1. August 1973 Eingliederung von Burkersdorf in die Stadt Kirchberg
- 1. Januar 1974 Eingliederung von Schönau in Wiesenburg
- 1. Juli 1993 Eingliederung von Hartmannsdorf b. Werdau in die kreisfreie Stadt Zwickau
- 1. Januar 1994 Eingliederung von Schneppendorf in Crossen
- 1. Januar 1994 Eingliederung von Thierfeld in die Stadt Hartenstein
- 1. Januar 1994 Zusammenschluss von Bärenwalde und Obercrinitz zur Gemeinde Crinitzberg

Am 17. Mai 1990 wurde der Kreis Zwickau-Land in Landkreis Zwickau umbenannt. Anlässlich der Wiedervereinigung der beiden deutschen Staaten wurde der Landkreis im Oktober 1990 dem wiedergegründeten Land Sachsen zugesprochen. Bei der ersten sächsischen Kreisreform ging er am 1. August 1994 im neuen Landkreis Zwickauer Land auf.

### Einwohnerentwicklung
| Jahr      | 1960    | 1971   | 1981   | 1989   |
| Einwohner | 109.079 | 98.290 | 87.538 | 80.225 |

## Wirtschaft
Die Nähe der Großstadt bewirkte, dass sich die Industriebetriebe vorwiegend in Zwickau angesiedelt hatten. Im Landkreis lagen Wohngemeinden, aus denen täglich die Pendler in die Stadt strömten. Nennenswerte Industrien fand man nur in Wilkau-Haßlau (Kammgarnspinnereien, Süßwaren, Möbel) und in Kirchberg (Tuchindustrie). Besonders im Erzgebirgischen Becken wurde verstärkt Landwirtschaft betrieben. Im Kreisgebiet waren 10 bis 20 % der Berufstätigen in der Landwirtschaft, vor allem in den großen LPGs von Mülsen-Ortmannsdorf, Zschocken, Weißbach und Hartenstein, tätig.
Wichtige Industriebetriebe waren:
- VEB Fahrzeugheizungen Kirchberg
- VEB Westsächsische Volltuchfabrik Kirchberg
- VEB Signaltechnik Wildenfels
- VEB Süßwarenfabrik Wesa Wilkau-Haßlau
- VEB Synthetex Lichtentanne
- die Erzaufbereitungsanlage der SDAG Wismut in Crossen.

## Verkehr
Durch die Autobahn Plauen–Karl-Marx-Stadt war der Kreis an das Autobahnnetz der DDR angeschlossen. Dem überregionalen Straßenverkehr dienten außerdem die F 93 von Altenburg über Zwickau nach Schneeberg, die F 173 von Plauen über Zwickau nach Karl-Marx-Stadt und die F 175 von Zwickau nach Werdau.
Das Kreisgebiet wurde durch die Eisenbahnstrecken Dresden–Zwickau–Werdau, Zwickau–Schwarzenberg und Zwickau–Falkenstein erschlossen.

## Bevölkerungsdaten
Bevölkerungsübersicht aller 43 Gemeinden des Kreises, die 1990 in das wiedergegründete Land Sachsen kamen.
| AGS      | Gemeinde                    | Einwohner       | Einwohner         | Fläche (ha)       |
| AGS      | Gemeinde                    | 3. Oktober 1990 | 31. Dezember 1990 | 31. Dezember 1990 |
| 14058010 | Bärenwalde                  | 1 028           | 1 031             | 764               |
| 14058030 | Cainsdorf                   | 2 580           | 2 570             | 305               |
| 14058040 | Crossen                     | 1 714           | 1 699             | 462               |
| 14058050 | Culitzsch                   | 838             | 822               | 408               |
| 14058060 | Cunersdorf                  | 546             | 543               | 378               |
| 14058070 | Ebersbrunn                  | 1 582           | 1 583             | 934               |
| 14058080 | Friedrichsgrün              | 1 470           | 1 449             | 92                |
| 14058100 | Härtensdorf                 | 741             | 736               | 608               |
| 14058110 | Hartenstein, Stadt          | 2 745           | 2 737             | 1 278             |
| 14058120 | Hartmannsdorf bei Kirchberg | 1 199           | 1 202             | 2 445             |
| 14058130 | Hirschfeld                  | 805             | 791               | 1 429             |
| 14058140 | Kirchberg, Stadt            | 8 755           | 8 696             | 918               |
| 14058150 | Langenbach                  | 1 886           | 1 878             | 1 160             |
| 14058170 | Leutersbach                 | 549             | 542               | 626               |
| 14058180 | Lichtentanne                | 3 374           | 3 354             | 652               |
| 14058190 | Mosel                       | 2 506           | 2 451             | 630               |
| 14058200 | Mülsen St. Jacob            | 3 279           | 3 261             | 857               |
| 14058210 | Mülsen St. Micheln          | 1 420           | 1 415             | 490               |
| 14058220 | Mülsen St. Niclas           | 1 854           | 1 867             | 948               |
| 14058230 | Niedercrinitz               | 532             | 534               | 478               |
| 14058240 | Niedermülsen                | 407             | 409               | 542               |
| 14058250 | Obercrinitz                 | 1 178           | 1 183             | 1 117             |
| 14058260 | Oberrothenbach              | 369             | 369               | 603               |
| 14058270 | Ortmannsdorf                | 2 176           | 2 155             | 990               |
| 14058280 | Reinsdorf                   | 4 227           | 4 207             | 1 461             |
| 14058290 | Rottmannsdorf               | 369             | 371               | 451               |
| 14058300 | Saupersdorf                 | 1 039           | 1 043             | 458               |
| 14058310 | Schneppendorf               | 505             | 500               | 448               |
| 14058330 | Schönfels                   | 1 202           | 1 194             | 981               |
| 14058340 | Silberstraße                | 989             | 984               | 289               |
| 14058350 | Stangendorf                 | 687             | 681               | 488               |
| 14058360 | Stangengrün                 | 624             | 638               | 1 168             |
| 14058370 | Stenn                       | 1 277           | 1 267             | 738               |
| 14058380 | Thierfeld                   | 930             | 926               | 763               |
| 14058390 | Thurm                       | 3 745           | 3 737             | 565               |
| 14058400 | Vielau                      | 2 563           | 2 554             | 564               |
| 14058410 | Weißbach                    | 1 301           | 1 304             | 1 089             |
| 14058420 | Wiesenburg                  | 1 720           | 1 719             | 1 177             |
| 14058430 | Wildenfels, Stadt           | 1 858           | 1 852             | 273               |
| 14058440 | Wilkau-Haßlau, Stadt        | 10 324          | 10 405            | 573               |
| 14058450 | Wolfersgrün                 | 447             | 448               | 682               |
| 14058460 | Wulm                        | 178             | 176               | 251               |
| 14058470 | Zschocken                   | 1 346           | 1 338             | 1 653             |
| 14058    | Landkreis Zwickau           | 78 864          | 78 621            | 33 186            |

## Kfz-Kennzeichen
Den Kraftfahrzeugen (mit Ausnahme der Motorräder) und Anhängern wurden von etwa 1974 bis Ende 1990 dreibuchstabige Unterscheidungszeichen, die mit den Buchstabenpaaren TY, TZ und XY begannen, zugewiesen. Die letzte für Motorräder genutzte Kennzeichenserie war XK 73-01 bis XK 99-99.
Anfang 1991 erhielten der Landkreis und die kreisfreie Stadt Zwickau das Unterscheidungszeichen Z.